# Eurovisione
L'Eurovisione (Eurovision) è un organismo internazionale di coordinamento tra i paesi europei, fondato nel 1954, parte integrante dell'Unione europea di radiodiffusione. La sua funzione consiste nel regolare tutti gli scambi di emissioni radiofoniche e televisive del continente.

## Storia e diffusione

Logo dell'Eurovisione dal 1994 al 2012

Il nome "Eurovision" è stato originariamente coniato dal giornalista britannico George Campey quando scriveva per l'Evening Standard, ed è stato adottato dall'UER per la sua rete. La prima trasmissione ufficiale dell'Eurovisione ebbe luogo il 6 giugno 1954. Mostrava il Festival del Narciso a Montreux, in Svizzera, seguito da un programma serale da Roma, comprendente un giro del Vaticano, un discorso di papa Pio XII e una benedizione apostolica. Un altro evento rilevante trasmesso in Eurovisione (un anno prima del lancio ufficiale del 1954) è l'incoronazione della regina Elisabetta II il 2 giugno 1953.
L'Eurovisione è gestita da un apposito dipartimento operativo dell'Unione europea di radiodiffusione e offre una copertura permanente dell'Europa, delle Americhe, del Medio Oriente, del Nord Africa e della regione Asia-Pacifico, nonché una copertura ad hoc del continente africano e del Pacifico. Non limitato solo all'Europa, Eurovisione comprende attualmente 75 organizzazioni di trasmissione televisiva situate in 56 paesi dell'Europa, del Nord Africa e del Medio Oriente. Inoltre, ci sono 61 organizzazioni di trasmissione associate in Europa, Africa, America, Asia e Oceania e Papuasia.

## Sigla e programmi celebri
I più popolari programmi trasmessi in eurovisione sono eventi musicali, come l'Eurovision Song Contest, il Festival di Sanremo e il Concerto di Capodanno di Vienna, eventi sportivi come i mondiali di calcio e altri eventi come Giochi senza frontiere, il Palio di Siena (fino al 2022 in seguito al passaggio a La7), gli interventi del Papa. Tutte le trasmissioni in eurovisione sono precedute e seguite da una sigla che, benché abbia nel tempo cambiato diversi arrangiamenti e vesti grafiche (l'ultimo nel 2013), ha come fanfara l'attacco del preludio del Te Deum H.146 di Marc-Antoine Charpentier.